# Codi ATC S03
El  codi ATC S03, descrit com Preparats oftalmològics i otològics, és una subgrup terapèutic de l'Anatomical, Therapeutic, Chemical Classification System (ATC). La classificació ATC és un sistema de codis alfanumèric desenvolupat per l'Organització Mundial de la Salut (OMS) per als fàrmacs i altres productes sanitaris. El subgrup S03 és part del grup anatòmic S Òrgans dels sentits.

Els codis per a ús veterinari (codis ATCvet) poden han estat creats afegint la lletra Q davant dels codis ATC humans: QS03... 
Les adaptacions estatals de la classificació ATC poden incloure codis addicionals no presents en aquesta llista, que segueix la versió de l'OMS.

## S03A Antiinfecciosos
S03A A Antiinfecciosos

## S03B Corticosteroides
S03B A Corticosteroides

## S03C Corticosteroides i antiinfecciosos en combinació
S03C A Corticosteroides i antiinfecciosos en combinació